# 八幡町 (徳島県)
八幡町（やわたちょう）は、徳島県阿波郡にあった町。現在の阿波市市場町の南東端にあたる。本項では町制前の名称である八幡村（やわたそん）についても述べる。

## 地理
- 河川 ： 吉野川

## 歴史
- 1889年（明治22年）10月1日 - 町村制の施行により、粟島村・八幡町・大野島村・山野上村・切幡村および伊月村の大部分・水田村の一部の区域をもって八幡村が発足。
- 1908年（明治41年）7月20日 - 八幡村が町制施行して八幡町となる。
- 1955年（昭和30年）3月31日 - 市場町・大俣村と合併し、改めて市場町が発足。同日八幡町廃止。

## 交通

### 道路
現在は旧町域を徳島自動車道が通過するが、当時は未開通。